# 天文の乱
天文の乱（てんぶんのらん）とは、天文11年から17年までの6年間（1542年 - 1548年）、伊達氏当主・伊達稙宗と嫡男・晴宗父子間の内紛に伴って発生した一連の争乱。洞の乱（うつろのらん）とも呼ぶ。

## 背景
永正11年（1514年）に伊達氏第14代当主となった稙宗は、多くの子女を近隣諸侯の下に送り込むことで勢力を拡張し、家督相続からの30年間で10郡を支配下に収め、陸奥守護職を獲得し、天文年間初頭には最上・相馬・蘆名・大崎・葛西ら南奥羽の諸大名を従属させるに至った。奥羽に一大勢力圏を築き上げた稙宗は、一挙に拡大した伊達家中の統制を図るべく『蔵方乃掟』・『棟役日記』・『塵芥集』・『段銭古帳』などの分国法・台帳を次々と作成して集権化を推し進めていった。また特に稙宗に協力的であった婿の相馬顕胤に伊達領の一部となっていた相馬旧領の宇多郡・行方郡の一部を還付しようとしたが、この案に稙宗の長男・晴宗が猛反発する。
これに加えて、さらなる勢力拡大を目論んだ稙宗が、三男・時宗丸（後の伊達実元）を越後守護・上杉定実の養子として送る案を示したことで、父子間の対立は決定的なものとなる。天文9年（1540年）には越後においてこの案に反対する揚北衆の本庄房長らが挙兵して紛争へと発展しており、稙宗もこれに対抗するために軍事介入を図った。
一方、当時越後の実権を握っていた前守護代の長尾為景は当初はこの縁組を推進する立場を示していたが、稙宗の軍事介入をきっかけに反対を明確化する。その方針は天文10年（1541年）に長尾為景が死去して、嫡男である守護代の晴景が長尾氏の当主になった後も変わらなかった。しかし、自らの後継者が得られない事に不満を抱いた定実が出家・隠遁を計画していると知った晴景はやむなく稙宗に縁組への同意を伝えるが、越後国内では「越後天文の乱」と称される一連の内乱の影響もあって反対する動きは収まらなかった。当時の長尾氏の越後支配は守護代として守護上杉氏を擁していることでその正当性を得ており、為景父子は定実の死後に同氏が断絶することを危惧する一方で、伊達氏が越後に介入・進出することを警戒していたとみられる。
稙宗はこれら反対派に対抗するため、越後に入国する時宗丸に家臣100名を選りすぐって随行させることにした。強兵を引き抜かれることで伊達氏が弱体化することを恐れた晴宗は、中野宗時・桑折景長・牧野宗興ら稙宗の集権化政策に反発する重臣達の支持を受け、天文11年（1542年）ついに父・稙宗を押し込めることを決意する。
なお、長谷川伸は、時宗丸の入嗣の背景には越後側の要請、すなわち「越後天文の乱」によって上杉定実との関係が悪化していた長尾為景が関係改善のために後継者を求めて中条藤資を仲介として伊達稙宗と交渉したのがきっかけではないか、と推測する。しかし、長尾為景が求めたのは長尾氏の意向に従う守護であり、伊達稙宗が望んだのは養子縁組を通じて越後を伊達氏の勢力下に組み込む（結果的には実質上の「国主」となっていた長尾氏の排除につながる）ことであった。その結果として越後国内の入嗣反対派への稙宗の直接的軍事介入と為景の後奈良天皇からの「私敵治罰」綸旨（稙宗を標的とするもの）の獲得に至って交渉が一時決裂して、双方内部の事態が混迷化したとしている。

## 対立構図
太字は稙宗の子、斜体は稙宗の婿。
| - 主な伊達稙宗派 - 伊達 - 伊達稙宗（西山城→丸森城） - 小梁川宗朝・宗秀（高畠城） - 懸田俊宗・義宗（懸田城） - 鮎貝盛宗（鮎貝城） - 上郡山為家（小国城） - 堀越興行（八丁目城） - 富塚仲綱（洲島城） - 金沢宗朝 - 粟野長国（北目城） - 石母田宮内少輔（石母田城） - 大崎 - 大崎義宣（栗原小野城） - 葛西 - 葛西晴清（石巻城） - 畠山 - 畠山義氏（二本松城） - 相馬 - 相馬顕胤（小高城） - 桑折久家・清家（田中城代） - 岡田直胤 - 堀内近胤 - 江井胤治 - 青田胤清 - 田村 - 田村隆顕（三春城） - 石川 - 石川晴光（三芦城） - 国分 - 国分宗綱（千代城） - 黒川 - 黒川景氏・稙国（鶴楯城） - 遠藤 - 広田宗綱 - 亘理 - 亘理宗隆・綱宗・元宗（小堤城） - 菱沼時久 - 越後国 - 上杉定実（越後守護） - 中条藤資（鳥坂城） | - 伊達稙宗派→伊達晴宗派（又は中立） - 伊達 - 伊達実元（大森城） - 支倉常正 - 蘆名 - 蘆名盛氏（黒川城） - 二階堂 - 二階堂照行（須賀川城） - 最上 - 最上義守（山形城） - 石橋 - 石橋尚義（塩松城） - 長江 - 長江盛武（桃生小野城） - 白河結城（中立？） - 結城晴綱（搦目城） | - 主な伊達晴宗派 - 伊達 - 伊達晴宗（西山城→米沢城） - 小梁川親宗・盛宗（長谷堂城） - 桑折景長（小松城） - 大枝稙景（大枝城） - 村田近重（村田城） - 新田景綱（舘山城） - 中野宗時 - 牧野宗興・景仲 - 白石宗綱・宗利（白石城） - 田手実烈（伊達崎城） - 宮内宗忠（内親城） - 石母田光頼 - 鬼庭元実・良直（小屋館城） - 片倉景親（小桜城） - 中目康長（大船城） - 中島宗忠（保原城。懸田俊宗家臣） - 大崎 - 大崎義直（名生城） - 葛西 - 葛西晴胤（寺池城） - 柏山明吉（大林城） - 富沢金吾 - 畠山 - 本宮宗頼（本宮城） - 相馬 - 黒木正房 - 中村義房 - 東郷胤光 - 黒川 - 黒川藤八郎 - 遠藤 - 遠藤高宗（松山城） - 岩城 - 岩城重隆 - 留守 - 留守景宗（岩切城。稙宗弟） - 越後国 - 長尾晴景（春日山城。越後守護代） - 中条氏以外の揚北衆 |

## 経過
天文11年（1542年）6月、晴宗は鷹狩りの帰路を襲って稙宗を捕らえ、居城・西山城に幽閉した。ところが稙宗は側近・小梁川宗朝によって救出されて娘婿・懸田俊宗の居城・懸田城へと脱出し、相馬顕胤をはじめとする縁戚関係にある諸大名に救援を求めたため、伊達氏の内紛は、一挙に奥羽諸大名を巻き込む大乱になった。
序盤は諸大名の多くが加担した稙宗方優位のうちに展開し、陸奥では大崎義宣・黒川景氏が柴田郡まで兵を進めて留守景宗を抑え、出羽では鮎貝盛宗・上郡山為家・最上義守らが長井郡をほぼ制圧した。ところが、天文16年（1547年）、稙宗方の田村隆顕と蘆名盛氏の間に不和が生じて両者が争い始めると、蘆名氏は晴宗方に転じた。このため戦況が一転して晴宗方優位に傾くと、さらに稙宗方からの離反者が相次ぎ、ついに天文17年（1548年）9月、将軍・足利義輝の仲裁を承けて、稙宗が隠居して晴宗に家督を譲るという条件で和睦が成立し、争乱は終結した。
ただし、将軍義輝による仲裁の根拠になった義輝の御内書の作成年代について晴宗が左京大夫に就任していた弘治年間でないと辻褄が合わず、江戸時代に仙台藩が『伊達正統世次考』を編纂した時に天文の乱後も父子不和が収まらなかった事実を隠した可能性も指摘されている。
同時に越後においても、時宗丸入嗣推進派と反対派との間で戦闘が発生したが、入嗣推進派の上杉定実・中条藤資らは、反対派の守護代・長尾晴景や揚北衆などの越後国人衆に敗れ、ついに時宗丸入嗣案は完全に頓挫した。

## 影響
6年間にも及んだこの乱により、稙宗が当主となって以来拡大の一途をたどってきた伊達氏の勢力は一気に衰弱した。まず、伊達氏に服属していた奥羽諸大名のうち蘆名氏・相馬氏・最上氏などが乱に乗じて独立して勢力を拡張、特に蘆名氏は伊達氏と肩を並べるほどの有力大名へと成長した。また大崎・葛西両家においても、養子として送り込まれていた稙宗の子（義宣・晴清）が討たれ、乗っ取りが失敗に終わった。
一方、伊達家中においても、稙宗方についていた懸田俊宗らが和平案を不服として晴宗に反抗を続け、この鎮圧にさらに5年余りを要した。加えて晴宗方の重臣・中野宗時が乱中にあって、子の久仲を牧野氏の後継に送り込むなどして力を伸ばし、家中最大の勢力となって権勢を振るうようになった。晴宗は乱の終息後、家中の検断を行って（『晴宗公采地下賜録』）集権化を図るが、晴宗方についた重臣達には守護不入権などを認めざるを得なかった。こうした乱の後遺症の後始末がようやく終わったのは、晴宗の子・輝宗の代であった。
ただし、晴宗とその周辺に天文の乱の原因を求め、その治世を衰退期とみなすのは、父・稙宗および息子・輝宗との対立を続けた晴宗が江戸時代に御家騒動を引き起こした伊達綱宗（仙台藩第3代藩主、晴宗の玄孫にあたる）と重ね合わされて仙台藩の修史において不当に低くされた結果で、必ずしも史実に則したものではない、とする見解も存在する。また、仙台藩の修史活動が盛んであった元禄期の段階で晴宗側近であった中野宗時・桑折景長の子孫が既に断絶していた（前者は元亀の変で没落、後者は宗家は宇和島藩に移り、残された分家も伊達騒動で断絶させられた）ことで、彼らを「姦臣」扱いにしても家中で影響を受ける家臣がいなかったことが大きいとされている。
越後では、天文19年（1550年）に上杉定実が跡継ぎを得られぬまま死去し、越後守護上杉氏は断絶した。そのため守護代・長尾景虎（長尾晴景の弟・後の上杉謙信）が越後国主となり、名実ともに戦国大名としての地位を獲得した。